# Лебедівська культура

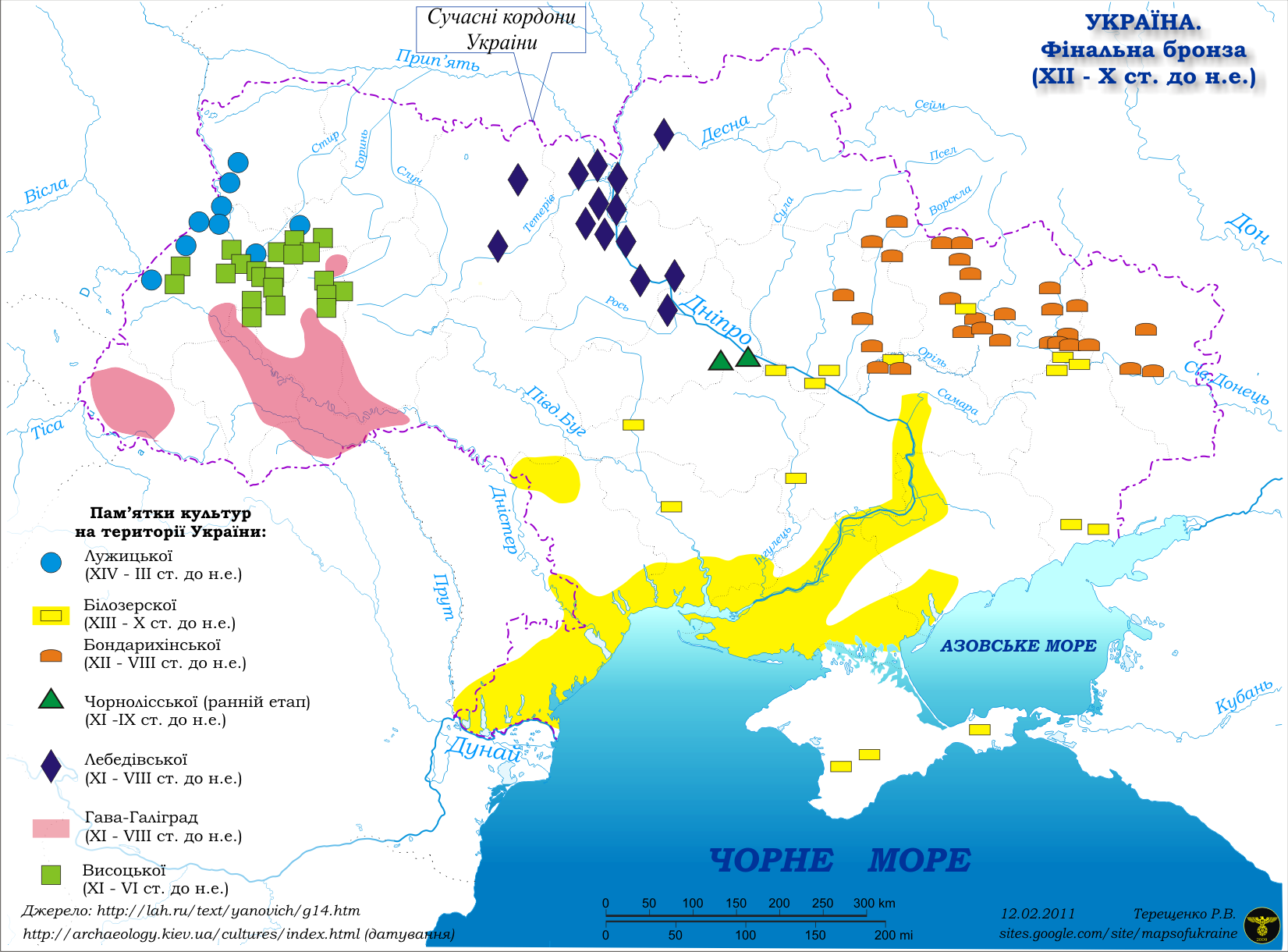

Лебедівська культура — археологічна культура бронзової доби (XI — перш. пол. VIII ст. до н. е.). За припущенням можливо є пізнім варіантом Сосницької культури. Але, з іншого боку, між цими культурами є значний період  запустіння на цих землях.
Охоплювала Київське Подніпров'я, пониззя Прип'яті, межиріччя Десни та Сейму.

## Поселення та поховання
Характерні невеликі поселення поблизу водоймищ, переважно у заплавах на дюнних підвищеннях (Козинці, Лебедівка, Гостомель). Житла наземні або заглиблені, прямокутної форми.
Біля поселень розміщені могильники. Поховальний обряд перепалених кісток, які зсипали у неглибокі ямки або урни. Поруч із кістками — значна кількість розбитого посуду і поламаних прикрас (Залісся, Богданівка, Погреби, Гостомель). 

## Вироби
Головні заняттями були землеробство і скотарство. 
Керамічні вироби грубі, товстостінні, виготовлений із глини з домішкою піску, потовченого граніту та слюди. Переважають великі яйцеподібні горщики з маленьким дном, тюльпаноподібні посудини, банки. Бідні та одноманітні орнаменти — наколами, перлинами, рідше — шнуром і відбитком гребінки. Бронзові знаряддя праці — кельти (різновид сокири чи мотики), ножі, шила; зброя — наконечники списів; прикраси — шпильки, кільця, підвіски. Знайдено поодинокі залізні предмети. Численні вироби з кременю та каменю: серпи, зернотертки, вістря стріл. 
Лебедівська культура виникла на основі Сосницької за значного впливу північних культур Волго-Камського сточища (поздняківської, приказанської та інших). Наслідком її подальшого розвитку стали культури милоградсько-підгірцівського кола. Етнічна приналежність носіїв культури остаточно не з'ясована, але ймовірно, це були індоєвропейці, споріднені як із прабалтами, так і з праслов’янами.
Лебедівська культура відчутно позначилася на формуванні милоградської та юхновської культур.